# الصلبة (الرضمة)

تعديل مصدري - تعديل

الصلبة محلة تابعة لقرية بيت مغنيز، التابعة لعزلة بني قيس بمديرية الرضمة إحدى مديريات محافظة إب في الجمهورية اليمنية.، بلغ تعداد سكانها 717 حسب تعداد اليمن لعام 2004.